# Конституційний референдум на Гаїті (1964)
Конституційний референдум на Гаїті відбувся 14 червня 1964 року одночасно з парламентськими виборами. Нова конституція надала правителю-диктатору Франсуа Дювальє значно розширені права.

## Передумови
У 1957 році Франсуа Дювальє прийшов до влади на Гаїті в результаті суперечливих виборів, набравши 70 відсотків голосів, які він негайно закріпив новою конституцією.
Ближче до кінця повноважень президентського терміну, який все ще обмежувався сімома роками, Дювальє був стурбований проведенням нових виборів, які неодмінно призвели б до заворушень.

## Конституційні поправки

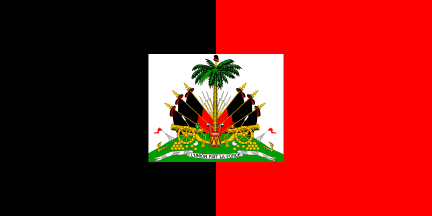
Прапор Гаїті (1964—1986)

Референдум затвердив ряд змін до Конституції країни:
- Проголошення глави держави довічним президентом;
- Надання президенту права самому обирати свого наступника;
- Скасування сенату і запровадження однопалатного парламенту;
- Зміна державного прапора з синьо-червоного на чорно-червоний, причому чорний колір символізує історичний зв'язок з африканським континентом.

## Процес і результат
У бюлетенях для голосування на референдумі містилися позначки «за» з самого початку. Не було жодних положень, які б гарантували, що тим, хто має право голосу, було дозволено проголосувати лише один раз.
«За» було 2,8 мільйона голосів (99,88 %). «Проти» — лише 3234 голоси (0,12 %).
Парламент, зібравшись як Національна асамблея, оголосив результати дійсними 21 червня 1964 року. Наступного дня Дювальє був приведений до присяги згідно з новою Конституцією.